# Wogezy Północne
Wogezy Północne (fr. Vosges du Nord) – najbardziej na północ wysunięta część Wogezów i jednocześnie naturalna południowa część Lasu Palatynackiego.

## Geografia
Od Wogezów Środkowych oddziela ją przełęcz Saverne ((fr.) col de Saverne, położona na wysokości 413 m n.p.m.), granica z Lasem Palatyńskim jest wyznaczona sztucznie przez granicę państwową.
Góry są słabo zaludnione, gęsto zalesione i chronione w ramach Regionalnego Parku Przyrody Wogezów Północnych, który razem z Parkiem Krajobrazowym Lasu Palatyńskiego tworzy rezerwat biosfery UNESCO. Z ciekawostek przyrodniczych należy wymienić obecność rysiów.

## Galeria

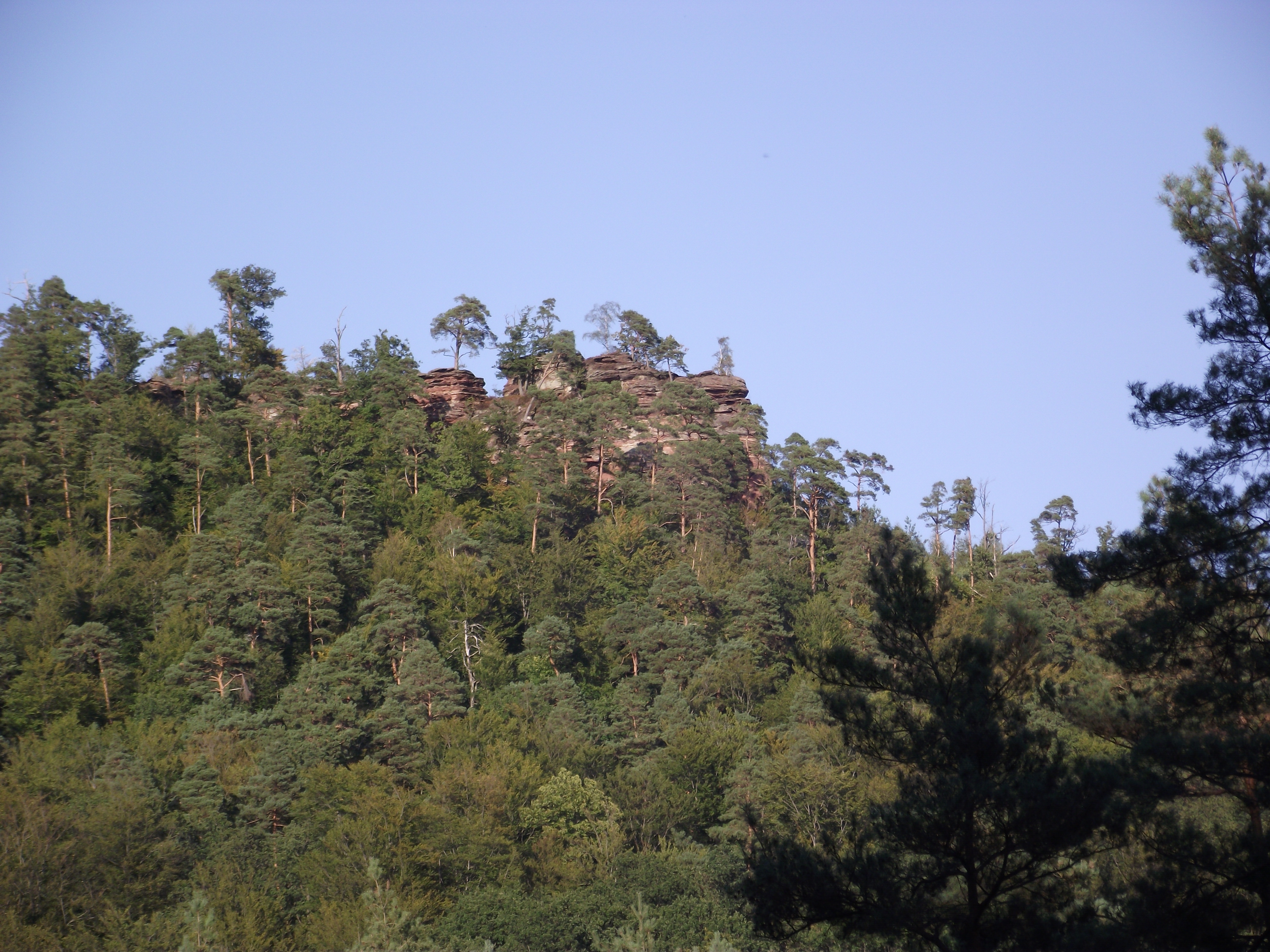
Krappenfels k. zamku Fleckenstein
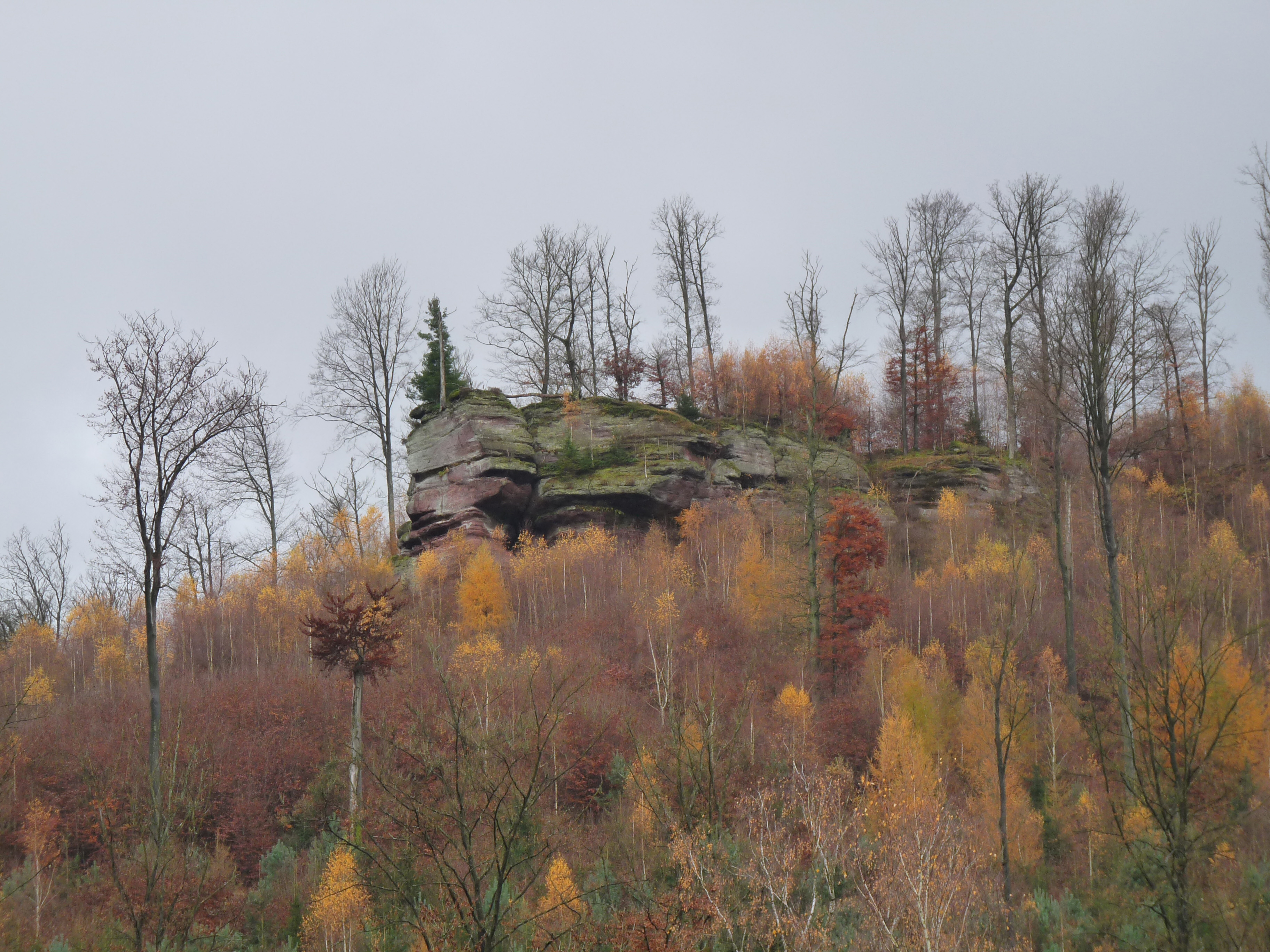
Formacje skalne k. La Petite-Pierre
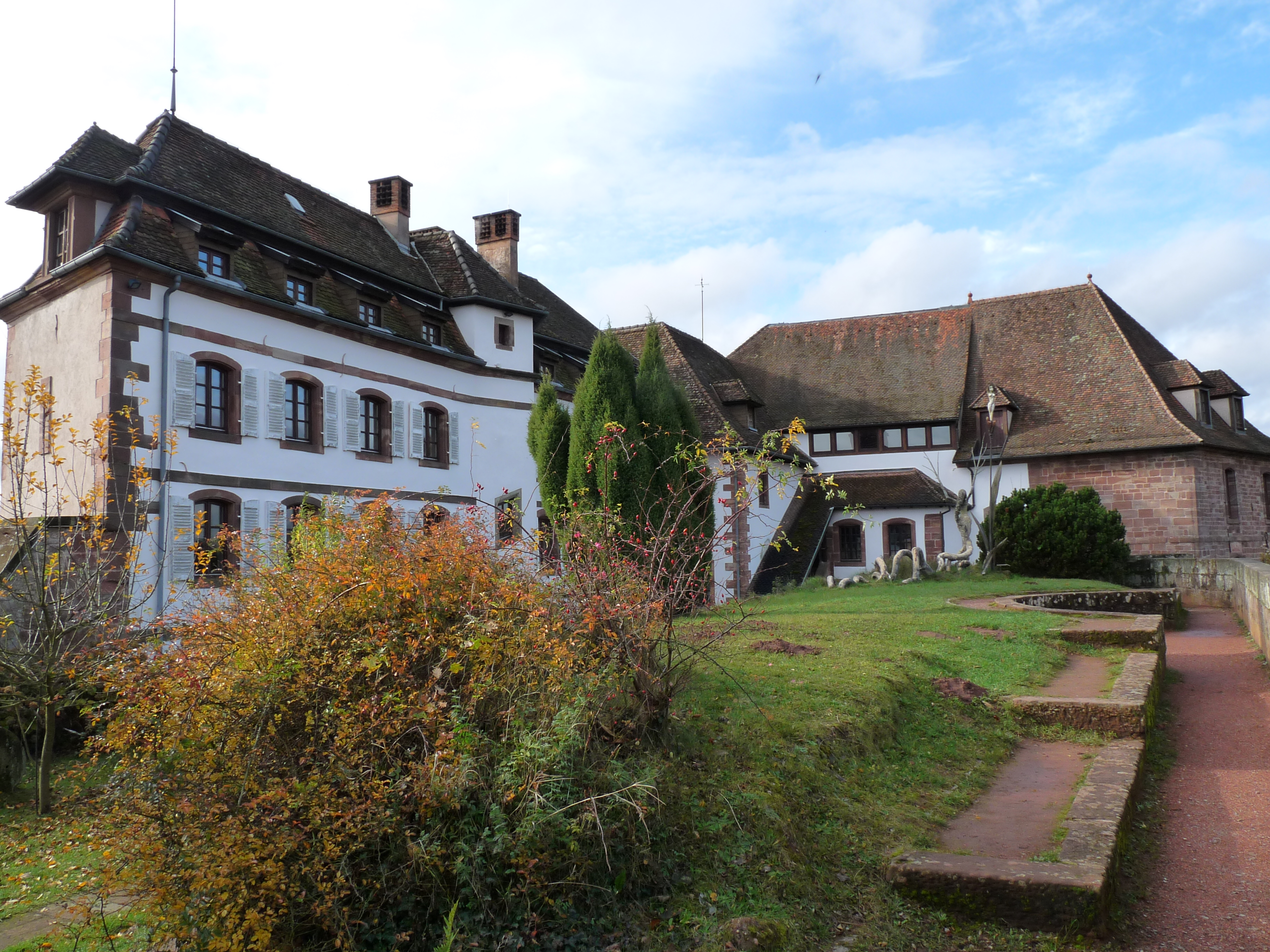
Zamek w La Petite-Pierre, siedziba parku regionalnego
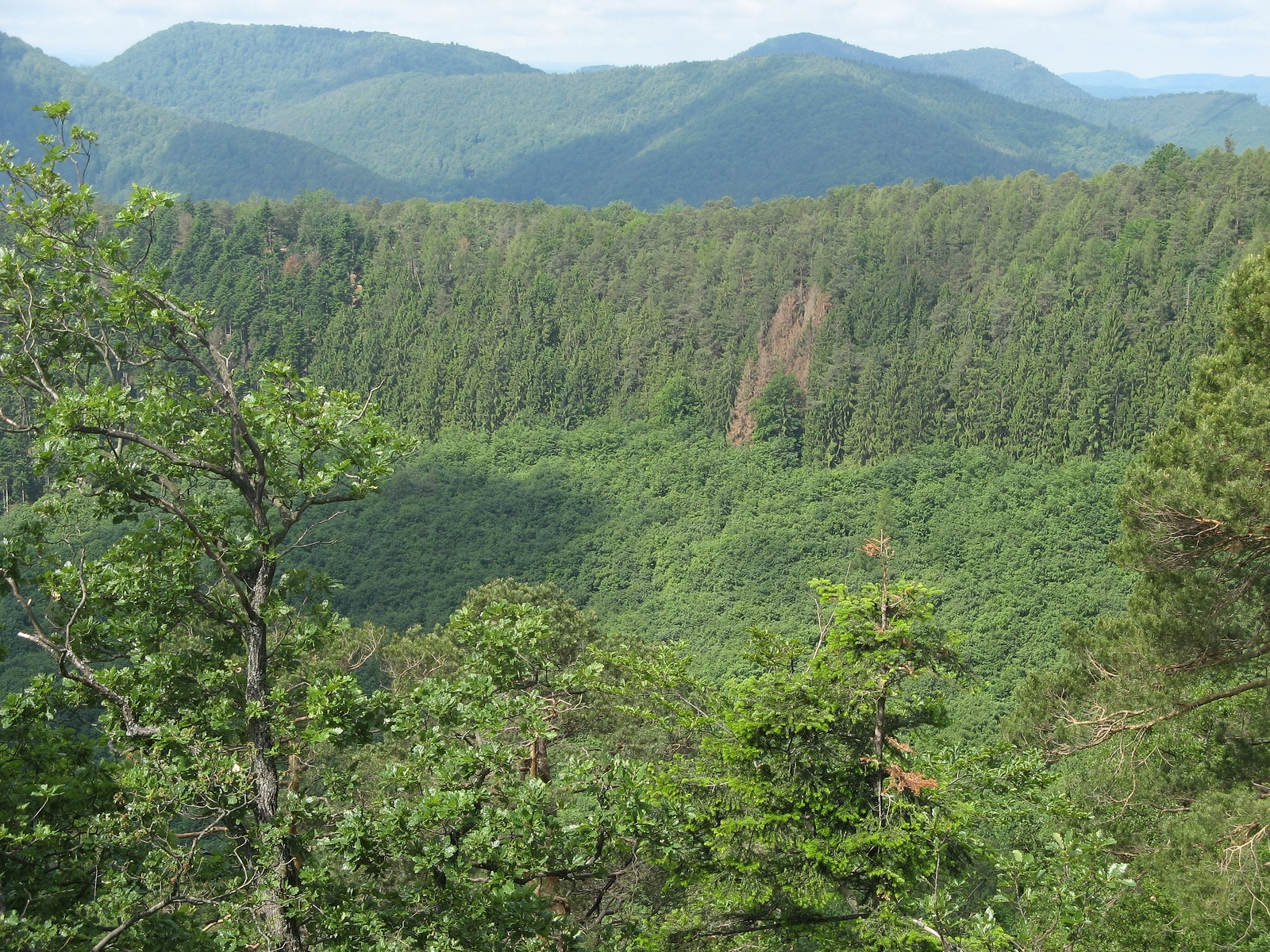
Typowy krajobraz Wogezów Północnych
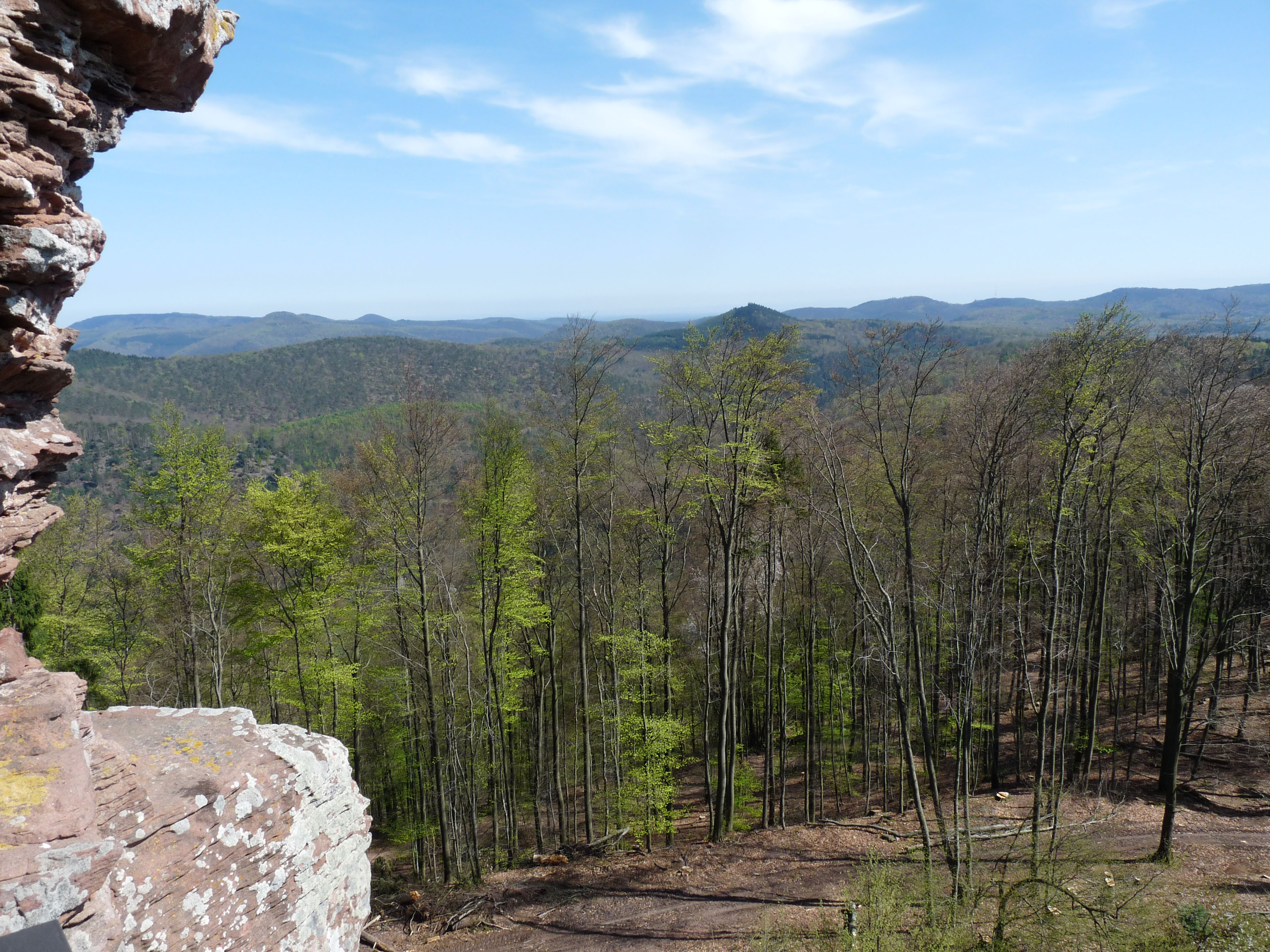
Las k. zamku Hohenbourg
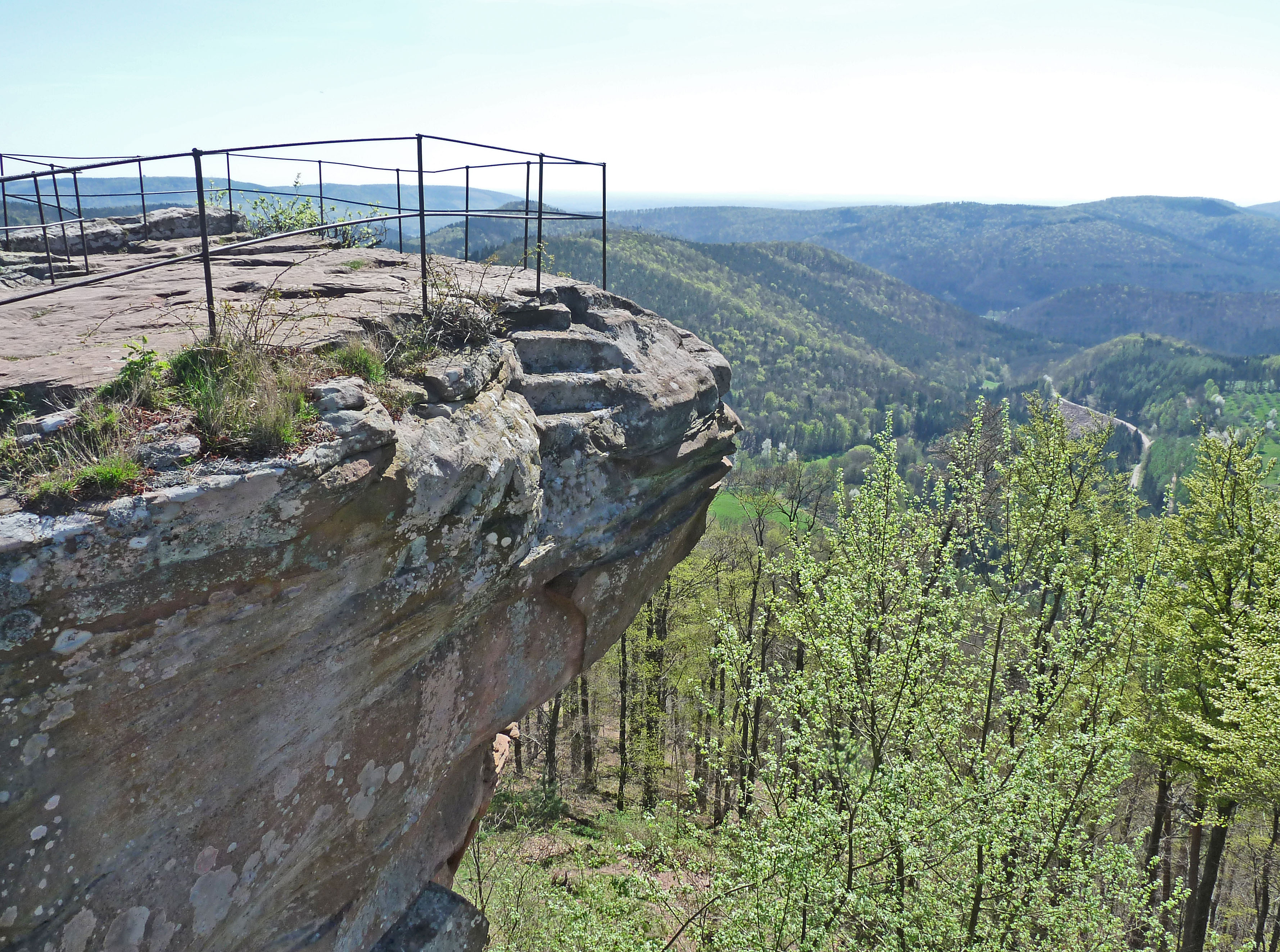
Platforma widokowa z ruin zamku Lœwenstein
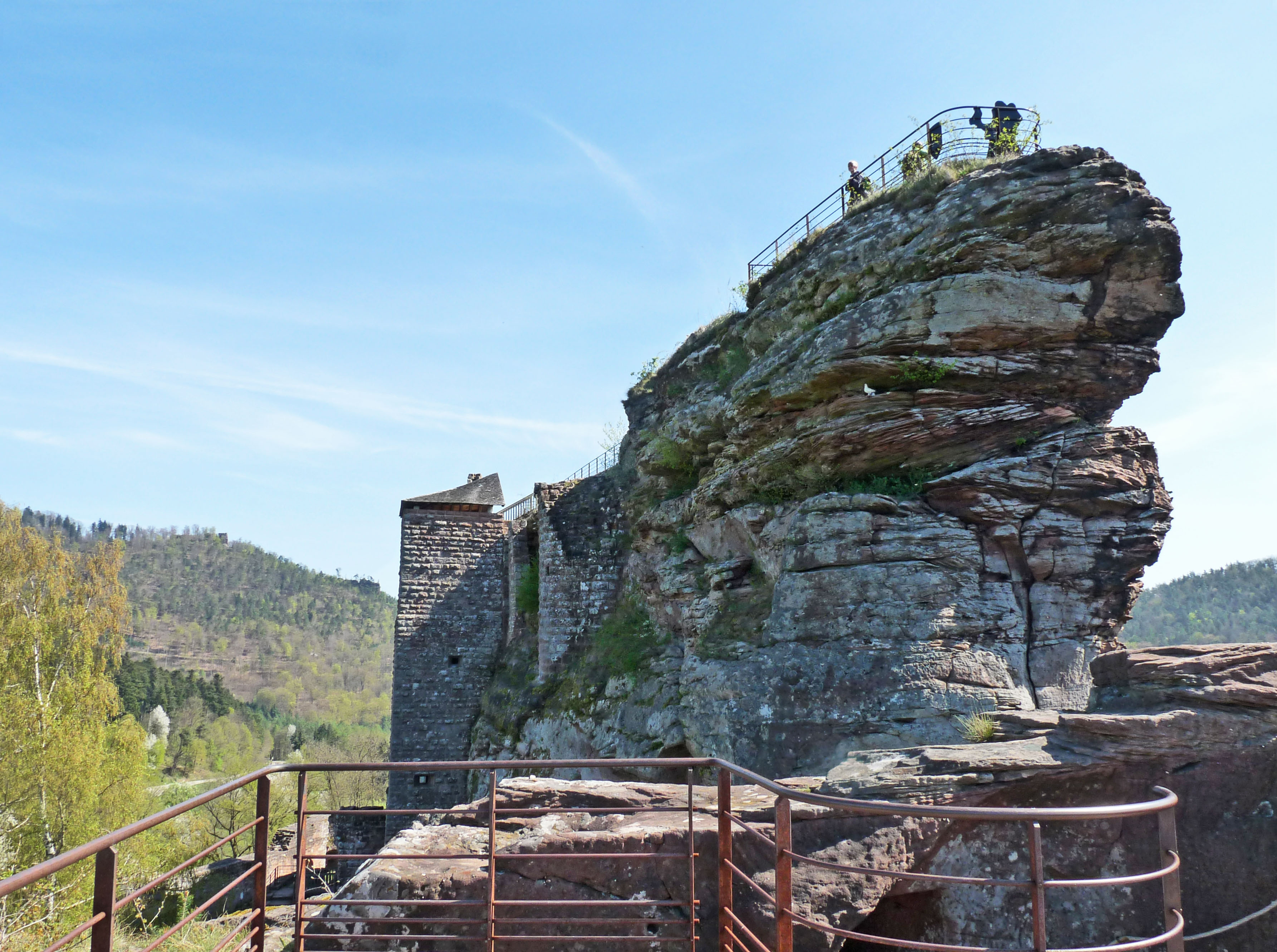
Ruiny zamku Fleckenstein